# William Lyne
Sir William John Lyne, KCMG (Apslawn, 6 aprile 1844 – Double Bay, 3 agosto 1913), è stato un politico australiano, premier del Nuovo Galles del Sud e membro del primo governo federale.

## Gli inizi
Lyne è il primogenito di John Lyne, un proprietario terriero che dal 1880 al 1893 sarà membro del parlamento della Tasmania. Egli dopo aver studiato all'Horton College di Ross, viene istruito da un precettore privato. All'età di 20 anni il nostro lascia la Tasmania e si trasferisce nel Queensland, ma a causa dell'inospitale clima, dopo un anno fa ritorno alla terra natia. Egli trova un impiego presso il consiglio comunale di Glamorgan Spring Bay; Dopo dieci anni si trasferisce nel Nuovo Galles del Sud a Cumberoona, una cittadina sita nei pressi di Albury.

## Politica statale
Nel 1880 Lyne viene eletto al parlamento del Nuovo Galles del Sud nelle file del partito protezionista grazie al quale inizia la sua carriera ministeriale. Egli diviene ministro dei lavori pubblici nel 1885 e dal 1886 al 1887.  Nel 1889 Lyne conquista il ministero delle terre per tornare, dal 1891 al 1894, al ministero dei lavori pubblici nel terzo governo Dibbs.  Lyne è un acceso protezionista che si batte per l'introduzione di alte tariffe doganali e per la costruzione delle ferrovie nel proprio distretto elettorale.
Quando nel 1895 il partito del libero commercio, strenuo avversario dei protezionisti, vince le elezioni e il suo capo George Reid diventa primo ministro, Lyne passa all'opposizione della quale diventa il vice leader.  Reid affida a John Cash Neild l'incarico di stilare un rapporto sulla pensione di vecchiaia, e promette al capo del partito laburista che non avrebbe pagato Neild senza il benestare del parlamento; ma Neild, rendendosi conto che il suo compito è più gravoso del previsto, chiede e ottiene un anticipo. Lyne coglie la palla al balzo e presenta una mozione di sfiducia, sapendo che per i laburisti sarebbe stato impossibile sostenere il governo Reid, il quale viene infatti sfiduciato. Lyne diventa premier grazie al sostegno dei laburisti, per ricompensare i quali, a partire dal luglio del 1900, fa approvare dal parlamento ben 85 norme tra le quali si possono citare, la chiusura anticipata dei negozi al dettaglio, l'approvazione di un regolamento sulle miniere di carbone e sugli incidenti sul lavoro, l'introduzione della pensione di vecchiaia e dell'assicurazione sulla vita.
Lyne si oppone strenuamente alla nascita della federazione australiana e nella convenzione del 1897 si batterà contro la sua costituzione. Nella campagna referendaria del 1898 Lyne, insieme al suo avversario Reid, chiede con successo all'elettorato di votare contro la federazione; ma nel successivo referendum del 1899 Reid passa nel campo federalista condannando Lyne alla sconfitta.

## Politica federale
Il 1º gennaio 1901 le colonie australiane si uniscono definitivamente nella federazione australiana e, in attesa delle elezioni del marzo 1901, le singole forze politiche si pongono il problema di dar vita ad un governo provvisorio.  A quel punto il nuovo Governatore Generale  Hopetoun offre l'incarico a Lyne, che è il capo di governo del più esteso stato della federazione. Ma Lyne, fermo oppositore della Federazione Australiana, è inviso ai politici che guidano il movimento federalista; Alfred Deakin e altri preminenti politici comunicano al Governatore che non intendono far parte di un governo Lyne, il quale rinuncia all'incarico coneferitogli. Hopetoun conferisce il mandato di formare il governo al capo del movimento federalista e del partito protezionista Edmund Barton il quale offre a Lyne il portafoglio degli affari interni. Eletto al primo parlamento federale egli fa approvare alcune importanti norme come l'introduzione del suffragio femminile e del servizio pubblico. Quando il 7 agosto 1903 Charles Kingston lascia il governo, Lyne gli succede come ministro del commercio e delle dogane e viene confermato nel suo incarico da Deakin che il 24 settembre 1903 diventa primo ministro. Dalle elezioni del 1903 i tre principali partiti si spartiscono i seggi in parti quasi uguali e Deakin nell'aprile del 1904 viene costretto alle dimissioni per tornare al governo insieme a Lyne nel luglio del 1905.
Nell'aprile del 1907 Lyne accompagna Deakin alla conferenza coloniale, tentando di persuadere il governo britannico a rinunciare all'introduzione di un sistema libero da imposte doganali.  Deakin e Lyne ritornano in Australia nel mese di giugno e alla fine di luglio del 1907 il nostro conquista il ministero del tesoro.

## Gli anni del declino
Nel novembre del 1908, i laburisti ritirano il loro appoggio al governo Deakin e il laburista Fisher diventa il nuovo premier; Ma nel giugno del 1909 il partito del libero commercio di Reid e di Cook si fonde con il partito protezionista di Deakin, il quale diventa il leader della nuova formazione politica chiamata partito liberale del Commonwealth o fusione. Come capo del nuovo partito Deakin torna al governo ma viene accusato di tradimento da Lyne. Le sue amare denunce contro l'amico di un tempo continuano per undici mesi sino alle elezioni del 1910 alle quali Lyne partecipa come indipendente nelle file laburiste, mantenendo il suo scranno parlamentare. Queste elezioni vengono largamente vinte dai laburisti di Fisher, il quale torna ad occupare la carica di primo ministro. Lyne farà parte della nuova maggioranza sino alle elezioni del 1913, vinte da Cook, che vedono la perdita del suo seggio.
Fuori dalla vita parlamentare, pochi mesi dopo, Lyne muore a Double Bay, un sobborgo di Sidney.

## Bilancio
Wiliam Lyne più che uno statista è stato un politicante e se è vero che come premier del Nuovo Galles del Sud ha varato una legislazione socialmente avanzata è anche vero che queste norme sono state il prezzo dell'appoggio laburista e non di una sua autonoma determinazione.
Particolarmente negativa è stata la sua ostinata opposizione alla creazione della federazione australiana, mentre la sua politica ottusamente protezionista guardava più agli elettori del suo distretto elettorale che agli interessi della nazione.